# Сённергор, Торстен
То́рстен Сённергор (дат. Torsten Søndergaard) — датский кёрлингист.
В составе мужской сборной Дании участник чемпионата мира 1984 (заняли девятое место).Чемпион Дании среди мужчин.
Играл на позиции первого.

## Достижения
- Чемпионат Дании по кёрлингу среди мужчин: золото (1984).

## Команды
| Сезон   | Четвёртый     | Третий        | Второй                                  | Первый            | Турниры                      |
| ------- | ------------- | ------------- | --------------------------------------- | ----------------- | ---------------------------- |
| 1983—84 | Кристиан Туне | Нильс Сиггорд | Michael Petersen (ЧДМ) Йенс Мёллер (ЧМ) | Торстен Сённергор | ЧДМ 1984 · ЧМ 1984 (9 место) |

(скипы выделены полужирным шрифтом)